# Экономика Маврикия
Экономика Маврикия базируется на производстве сахара (сахарный тростник выращивается примерно на 90 % обрабатываемых сельхозугодий), на туризме и текстильной промышленности. В последнее время развивается офшорный и банковский бизнес, а также добыча и обработка рыбы.
В Маврикии зарегистрировано более 32 000 офшорных компаний. Банковская система Маврикия считается относительно развитой и состоит из традиционных, офшорных и исламских банков.
ВВП по паритету покупательной способности (по ППС): $ 24,51 млрд. (2015 год). ВВП на душу населения в 2015 году — 19,5 тыс. долл. (88-е место в мире). Ниже уровня бедности — 8 % населения (в 2006 году). В сельском хозяйстве занято 9 % работающих, в промышленности — 30 %, в сфере обслуживания — 61 %.
Маврикий — вторая в Африке страна по уровню жизни и третья — по ВВП на душу населения. В особых экономических зонах Маврикия работает большое количество предприятий, принадлежащих иностранному бизнесу, которые генерировали в 2006 году 43 % экспорта страны.

## Свободный порт Маврикия
Свободный порт Маврикия (Mauritius Freeport) — специальная экономическая зона, созданная в 1992 году на базе морского порта Порт-Луи. Основная цель учреждения — трансформация острова в региональный хаб для логистики, маркетинга и дистрибуции товаров в Восточной и Южной Африке, а также в странах бассейна Индийского океана. Зона ориентирована на экспортные операции, предоставляя резидентам льготные условия для реэкспорта. В 2013 году введено требование, обязывающее компании-резиденты производить продукцию исключительно для экспорта в африканские государства. Инфраструктура включает два кластера: припортовую зону в Порт-Луи и логистический комплекс в международном аэропорту.
На 2023 год в зоне действуют свыше 500 иностранных предприятий, использующих 120 тыс. кв. м складских и производственных площадей. Свободный порт обеспечивает доступ к рынку с населением 400 млн человек через участие Маврикия в региональных объединениях — Общем рынке Восточной и Южной Африки (COMESA), Сообществе развития Юга Африки (SADC) и Комиссии по Индийскому океану. Резиденты получают освобождение от таможенных пошлин, корпоративного налога и НДС, право свободной репатриации капитала, а также льготные тарифы на обработку грузов. Лицензирование осуществляет Совет по инвестициям зоны, выдающий разрешения сроком на 1 год с возможностью продления.
Инфраструктурный комплекс включает современные склады, холодильные камеры, контейнерный терминал и выставочный центр. Для российского бизнеса зона представляет интерес как платформа для реэкспорта товаров в Африку и страны Индийского океана, включая возможность временного размещения грузов с последующей дистрибуцией. Ключевое преимущество — интеграция транспортных узлов: морского порта (глубина до 14 м) и аэропорта с пропускной способностью 4 млн пассажиров в год.

## Сельское хозяйство
Сельское хозяйство (выращивание сахарного тростника и производство сахара) играет важную роль в экономике Маврикия.

## Транспорт
Аэропорты
- всего — 5 (2013)[1], в том числе
  - с твёрдым покрытием — 2
  - без твёрдого покрытия — 3

Автодороги
- всего — 2149 км, включая 75 км автострад (2012)[1]

Водный транспорт
- всего судов — 4

## Внешняя торговля
Экспортные товары (2,82 млрд долл. в 2015): сахар, одежда и ткани, цветы, моллюски, рыба.

Основные покупатели — Франция 14,6 %, Великобритания 13,8 %, ОАЭ 10,6 %, США 10,5 %, ЮАР 7,1 %, Италия 6,6 %, Мадагаскар 6,5 %, Испания 5,2 % (2014).
Импорт (4,57 млрд долл. в 2015): промышленные товары, продовольствие, нефтепродукты, химикаты. 

Основные поставщики — Индия 21,7 %, Китай 16,2 %, Франция 7,8 %, ЮАР 6,6 % (2014).
Входит в международную организацию стран АКТ.